# San Millán de los Caballeros
San Millán de los Caballeros è un comune spagnolo di 209 abitanti situato nella comunità autonoma di Castiglia e León.